# El amor y la muerte
| Dibujos preparatorios | Dibujos preparatorios | Dibujos preparatorios | Dibujos preparatorios |
| --------------------- | --------------------- | --------------------- | --------------------- |
|                       |                       |                       |                       |

El aguafuerte El amor y la muerte es un grabado de la serie Los Caprichos del pintor español Francisco de Goya. Está numerado con el número 10 en la serie de 80 estampas. Se publicó en 1799.

## Interpretaciones de la estampa
Existen varios manuscritos contemporáneos que explican las láminas de los Caprichos. El que se encuentra en el Museo del Prado se tiene como autógrafo de Goya, pero parece más bien despistar y buscar un significado moralizante que encubra significados más arriesgados para el autor. Otros dos, el que perteneció a Ayala y el que se encuentra en la Biblioteca Nacional, realzan la parte más escabrosa de las láminas.
- Explicación de esta estampa del manuscrito del Museo del Prado: Ve aquí un amante de Calderón que por no saberse reír de su competidor muere en brazos de su querida y la pierde por su temeridad. No conviene sacar la espada muy a menudo.[2]

- Manuscrito de Ayala: No conviene sacar la espada muchas veces: los amores exponen a pendencias y desafíos.[2]

- Manuscrito de la Biblioteca Nacional: De los amores ilícitos, no se suelen seguir más que ruidos y pendencias.[2]

## Técnica del grabado
El carácter romántico lo acentúa el escenario del desafío junto a la muralla. Hay dos dibujos preparatorios, el primero es una aguada roja rápida y enérgica, en el segundo a la sanguina la expresión de los rostros se ha exagerado igual que en el grabado, también en esta segunda la muralla tiene la forma definitiva.
También es otro precedente de este grabado el dibujo del Álbum B número 35. El hombre está apoyado en el muro y la mujer le ayuda a sostenerse en una postura mucho menos forzada que en el grabado. Siempre en el grabado se dramatizan mucho más las expresiones de los rostros.
Destaca la flexibilidad con que Goya usa el lápiz para reproducir la flacided y debilidad del caballero herido con los brazos desplomados y el cuerpo medio caído. Las dos caras juntas son sumamente agónicas. La del caballero con la presencia ya de la muerte, la de la mujer angustiada por el dolor. Cuidó Goya esta escena para la que hizo además de dibujo inicial del Álbum B, otros dos que se conservan en el Museo del Prado que se encuentran entre los más patéticos que realizó. El dibujo ejecutado en sepia, por la utilización de un lápiz graso, tiene un dramatismo extremo.
También en la sucesión de los dibujos preparatorios ha ido reduciendo considerablemente el muro dando más protagonismo a la pareja y también la espada, causante del dramático desenlace, ha tomado más importancia en la escena en el ángulo inferior.